# Línea Odakyu Enoshima
La línea Enoshima (江ノ島線 Enoshima-sen?) es una línea de ferrocarril operada por Odakyu Railway. Se trata de una ramificación de la línea Odawara que parte desde la estación de Sagami-Ōno , en Sagamihara, y termina estación de Katase-Enoshima, en Fujisawa. Las siglas de esta línea son OE.

## Historia
Odakyu Railway ganó en 1926 la concesión de una línea que nacería como una bifurcación de la línea Odawara, todavía en construcción. En 1929, se inauguraría la línea Enoshima hasta Katase-Enoshima, de vía doble y electrificada en su totalidad. Sin embargo, durante la guerra, el tramo entre Fujisawa y Katase-Enoshima se convirtió en vía única para apoyar los esfuerzos de guerra. Este cambio sería de corta duración, ya que en 1948, se volvió añadir una segunda vía en dicho tramo. En los años 60, la urbanización de la zona causó que se abrieran más estaciones a lo largo de su recorrido y quedó conectada con la línea Izumino de Sotetsu. En 1984, aumentó su número de correspondencias con la incorporación de la línea Den-en-toshi en la estación de Chūō-Rinkan y, en 1999, con la Blue Line del Metro de Yokohama en Shōnandai.

## Material móvil

#### Romancecar(servicio exprés)
- Serie 70000 GSE
- Serie 60000 MSE（prestan los servicios que circulan por la línea Chiyoda de Tokyo Metro）
- Serie 30000 EXE（Desde 2017, las unidades renovadas reciben el nombre de "EXEα"）

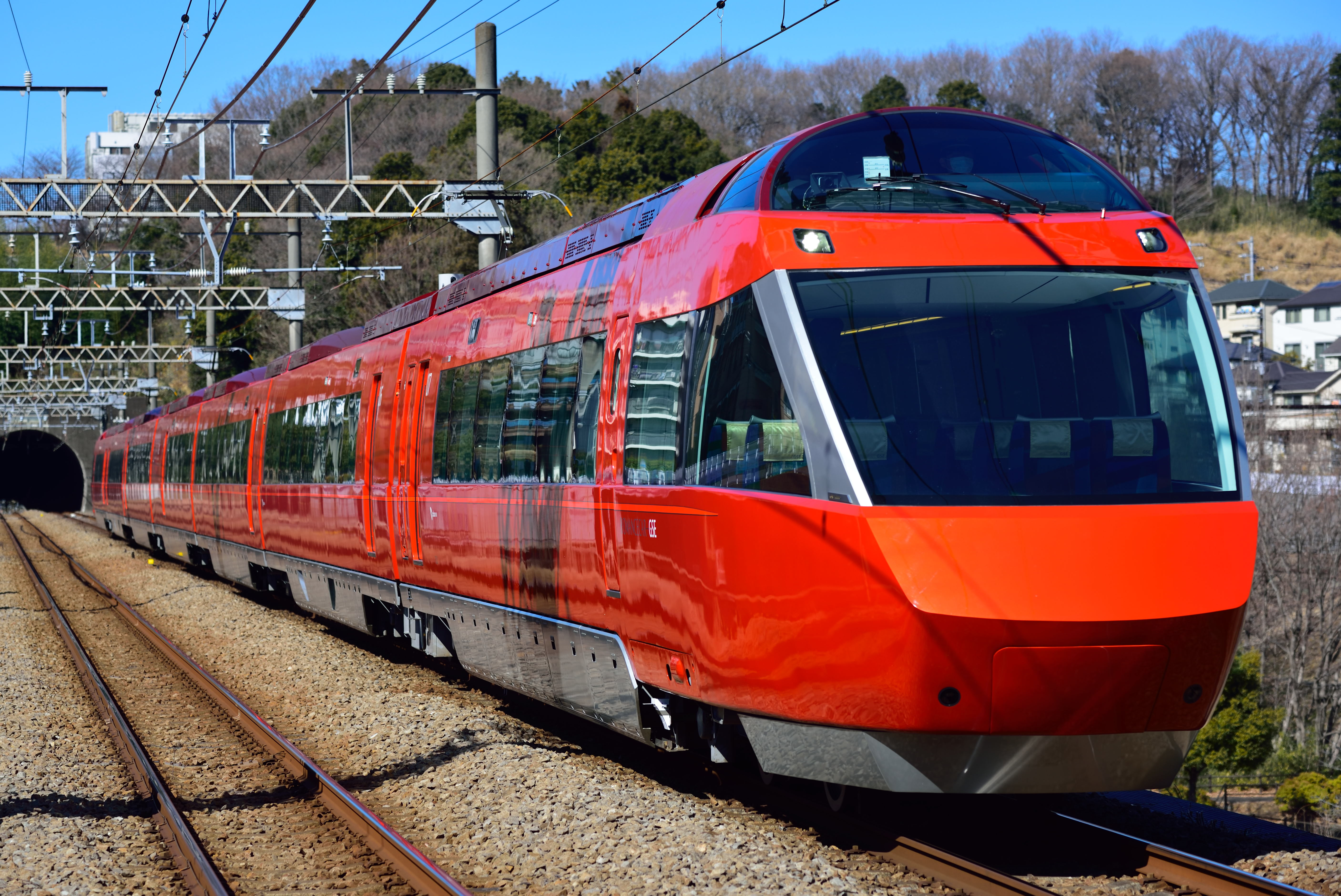
Serie 70000 GSE
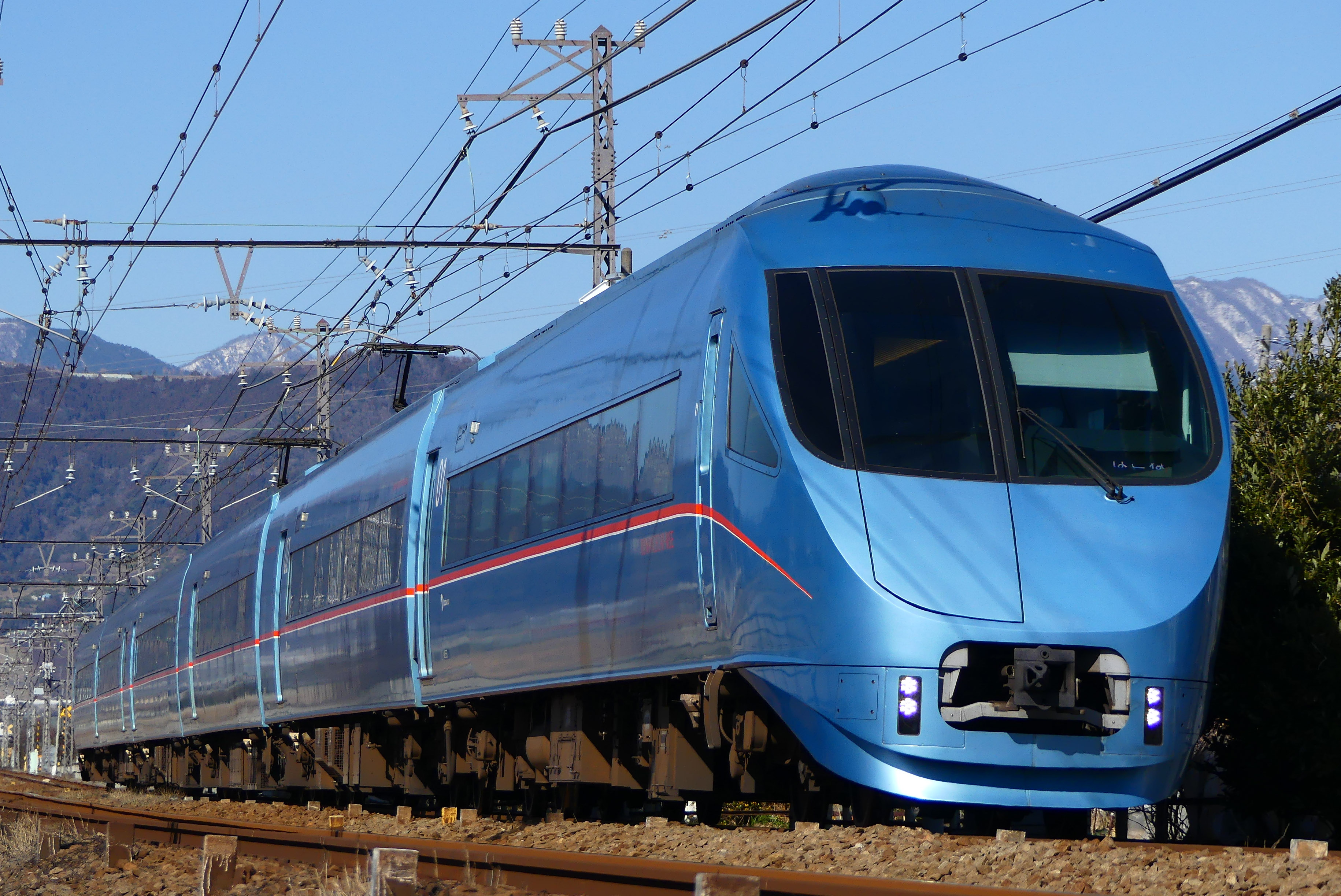
Serie 60000 MSE
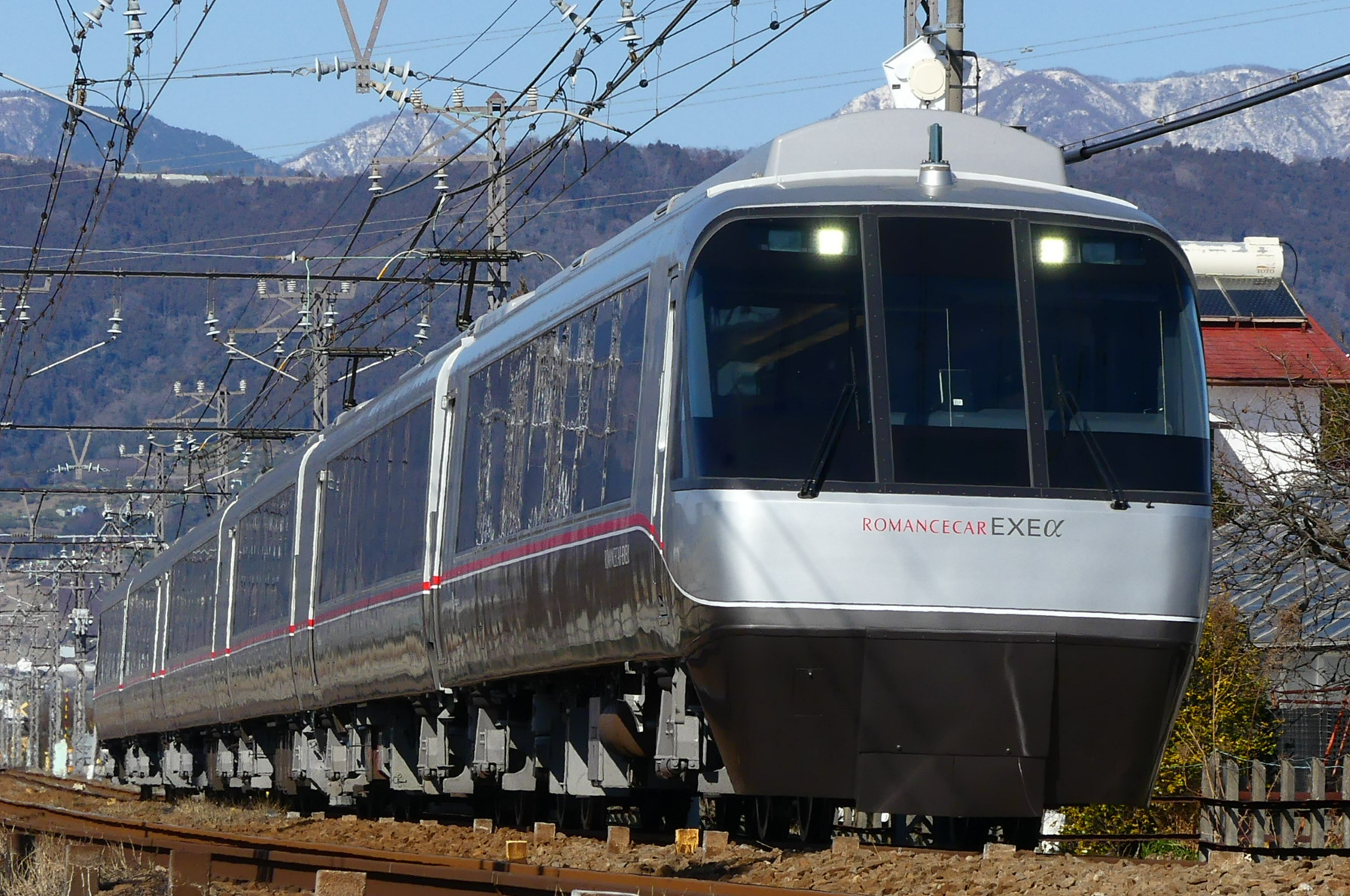
Serie 30000 EXEα
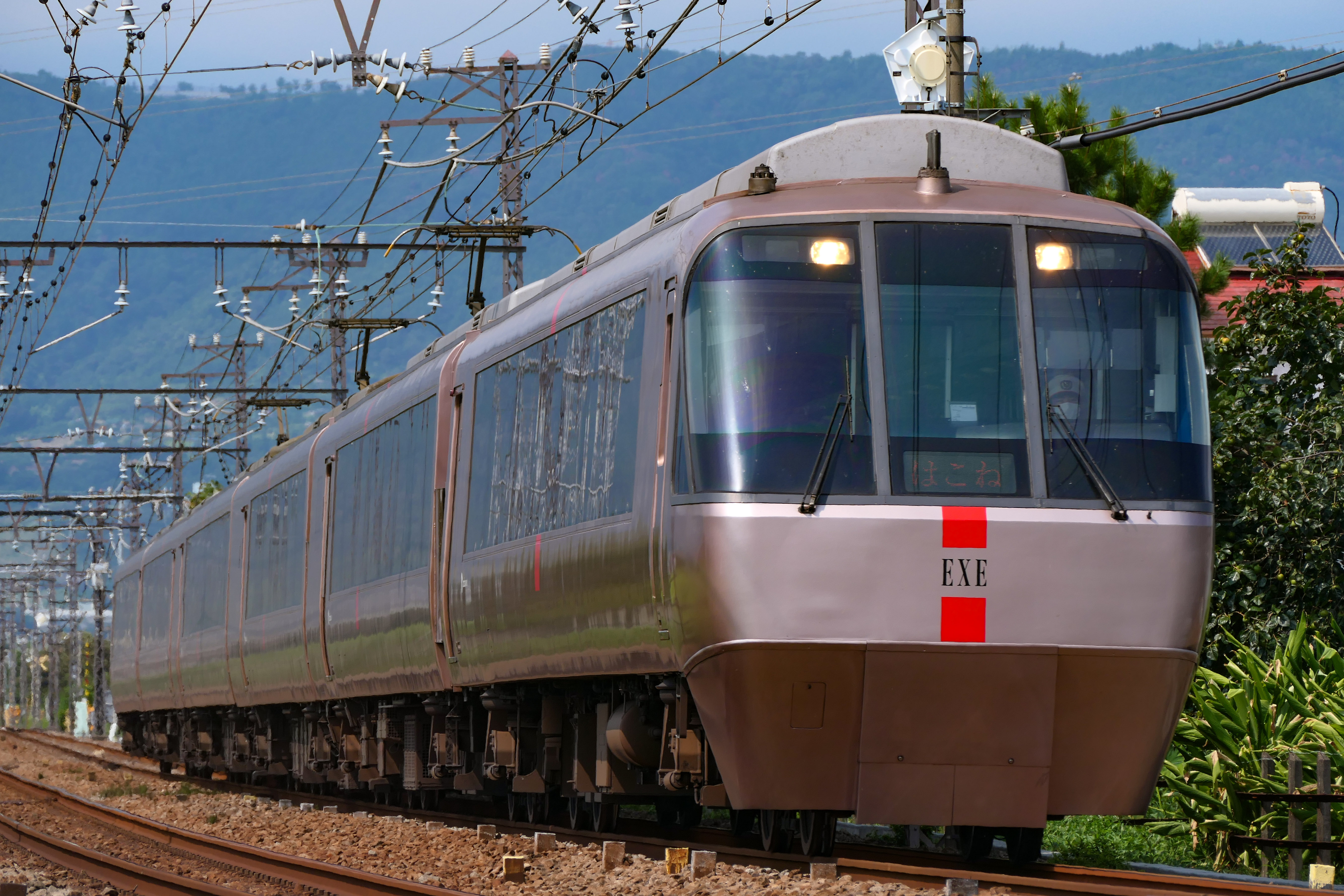
Serie 30000 EXE

#### Cercanías

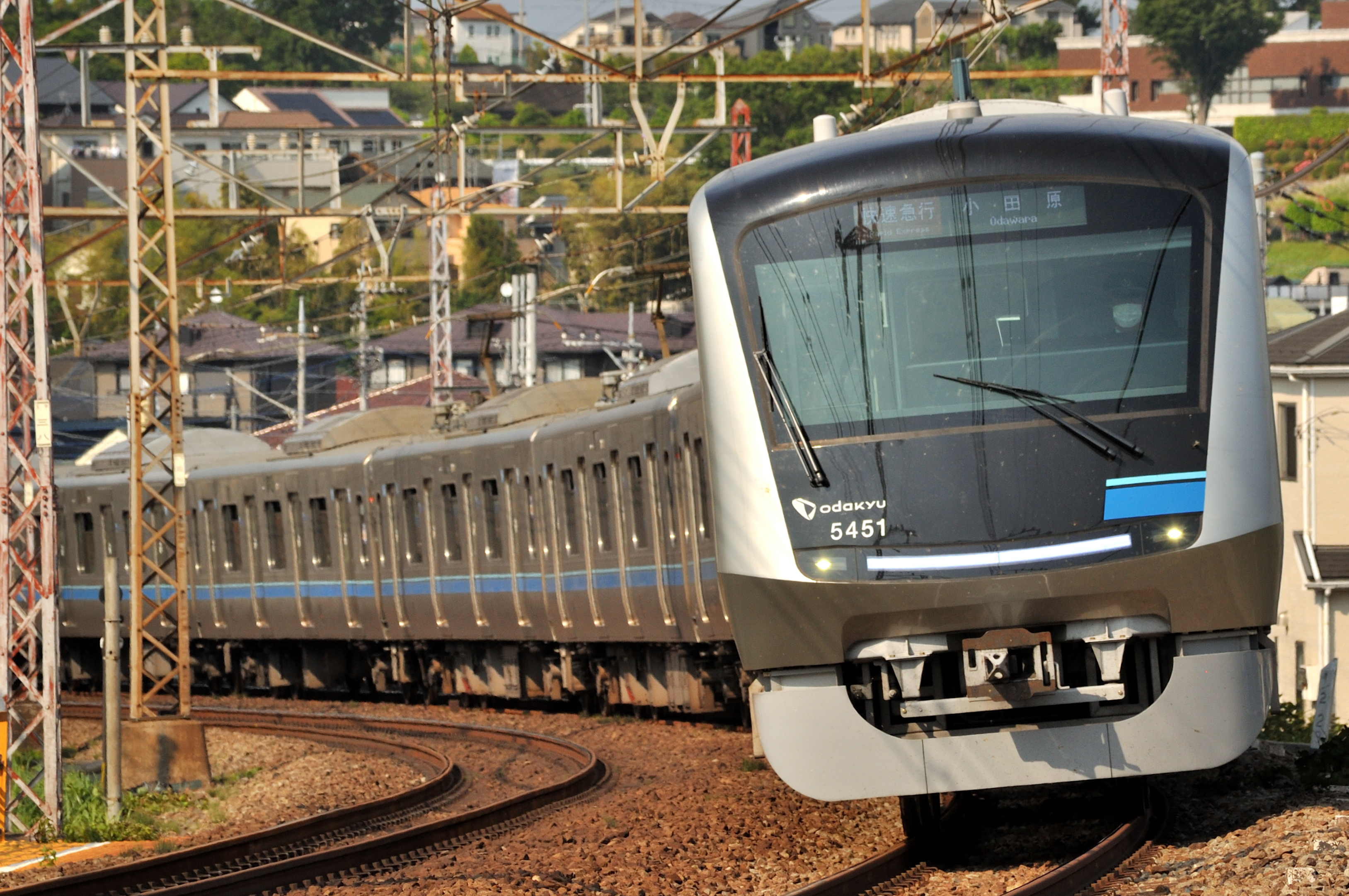
Serie 5000 (segunda generación) (presta los servicios semiexprés y exprés)
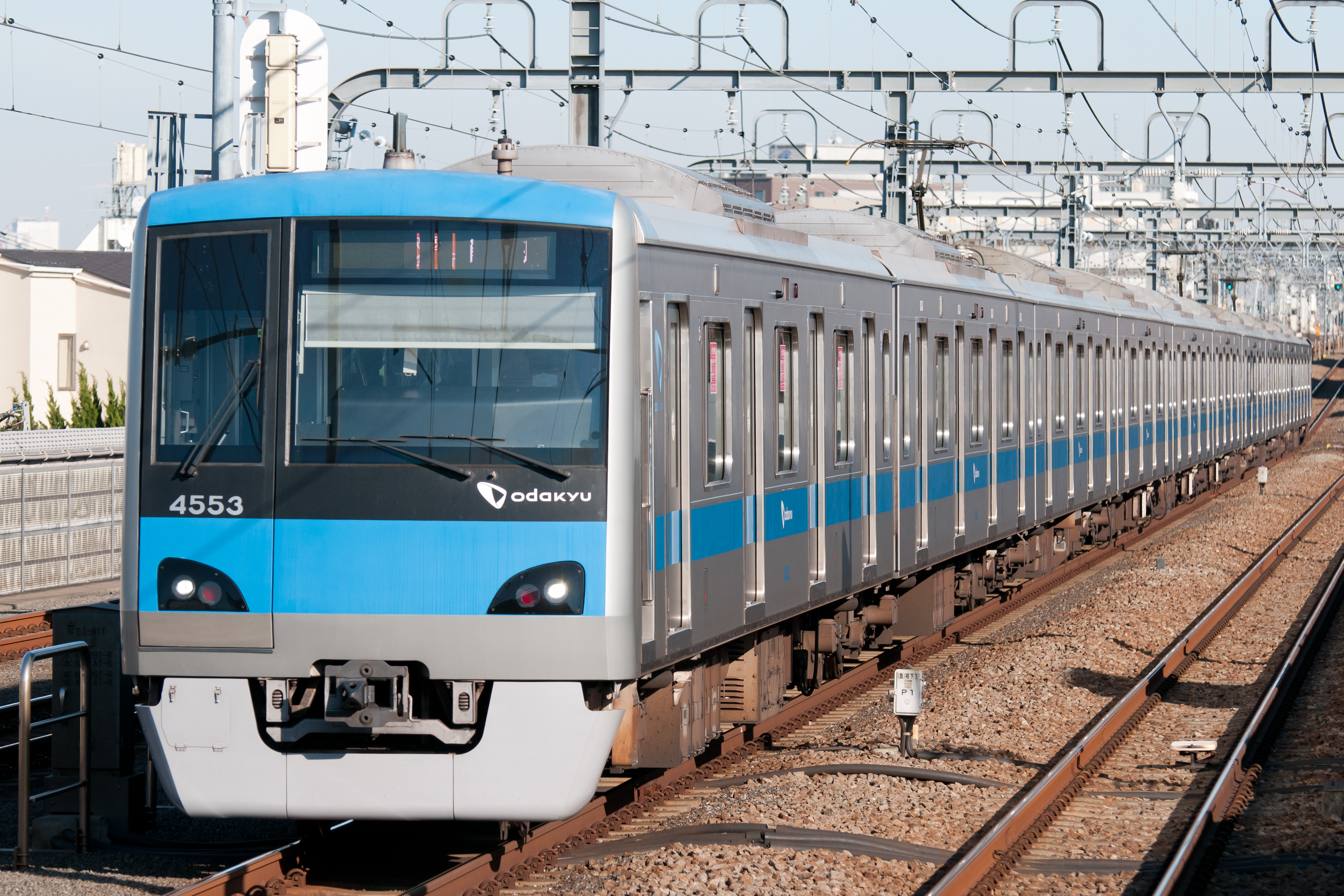
Serie 4000 (segunda generación) (presta los servicios semiexprés y exprés)
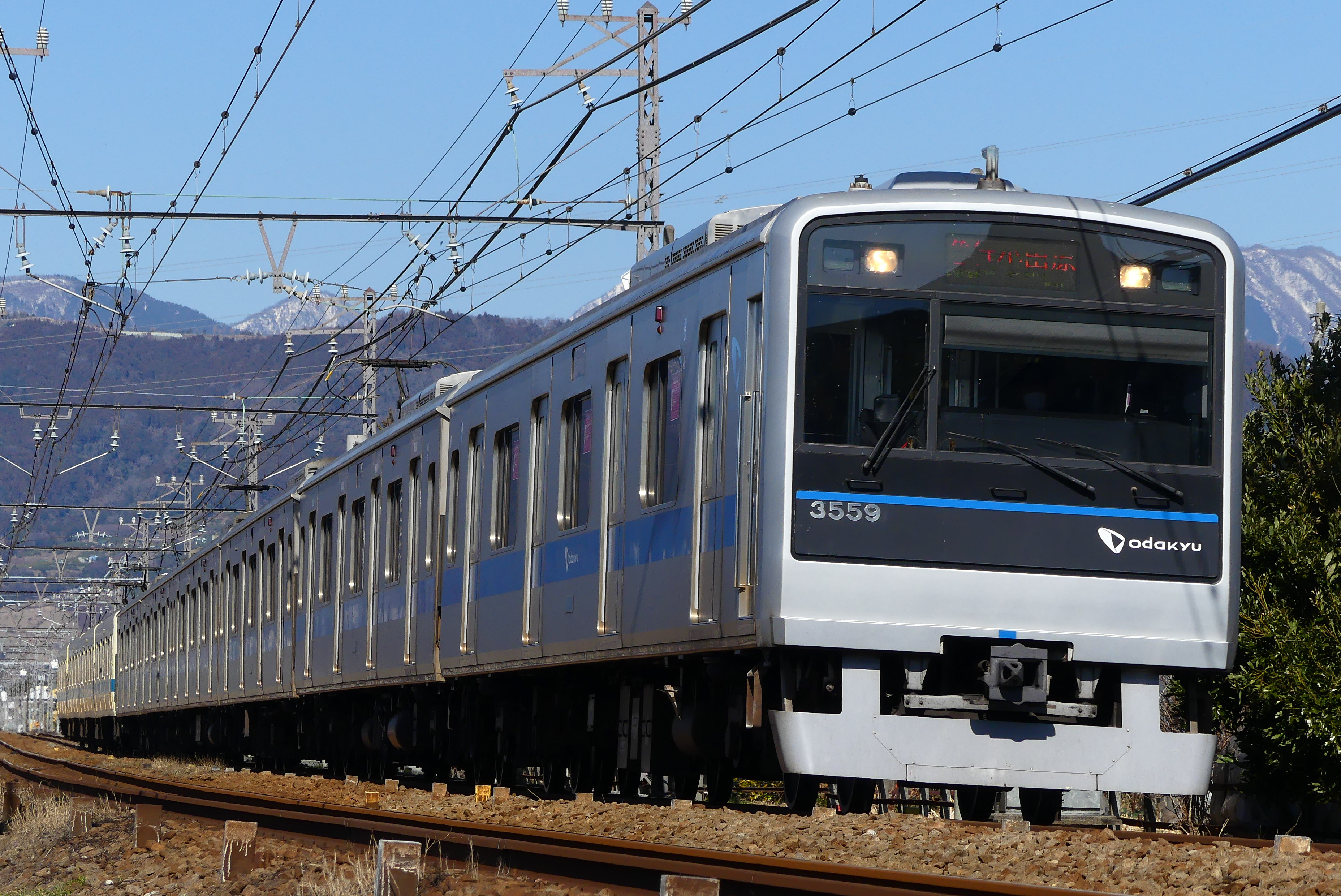
Serie 3000 (segunda generación)
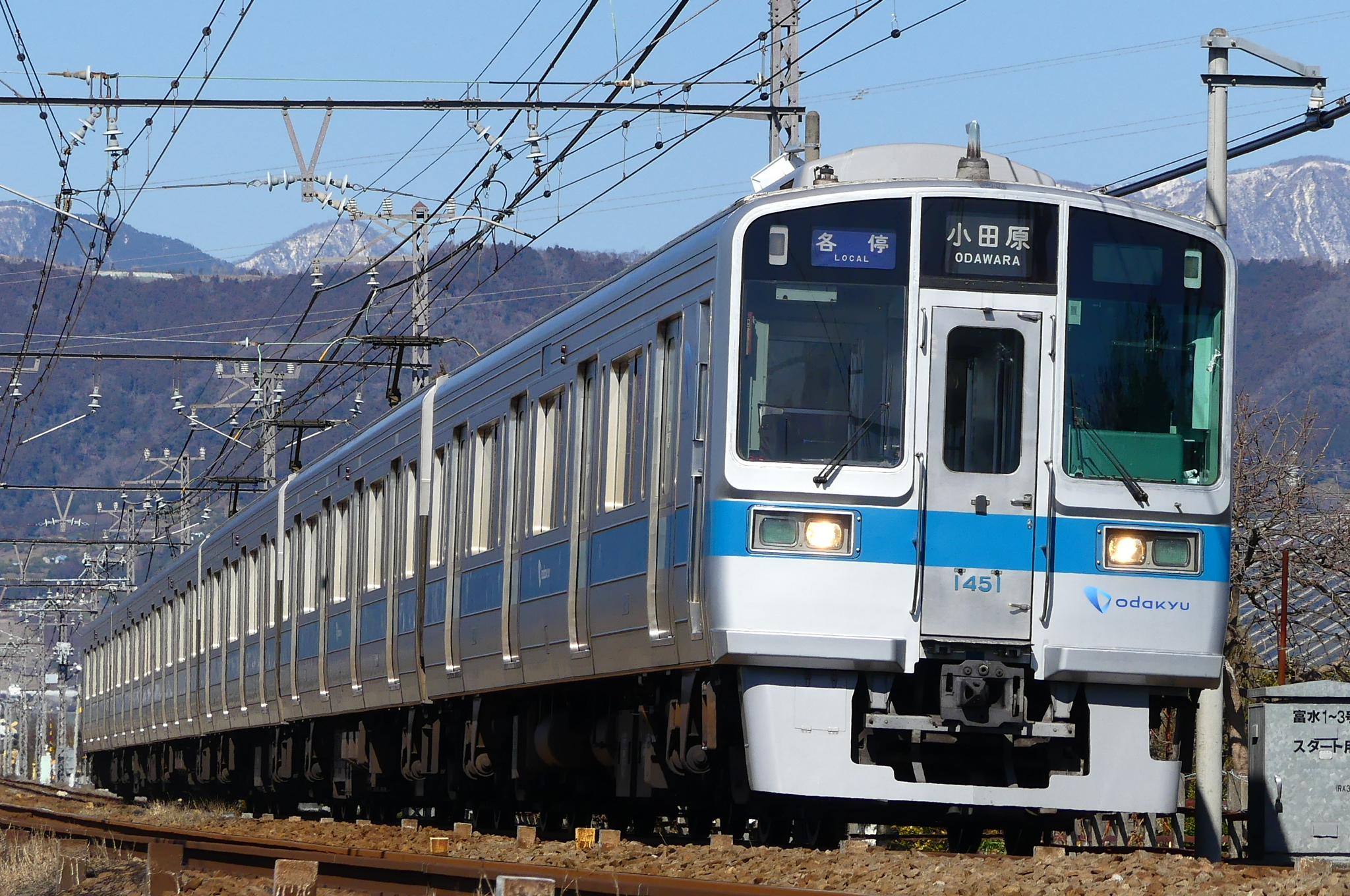
Serie 1000
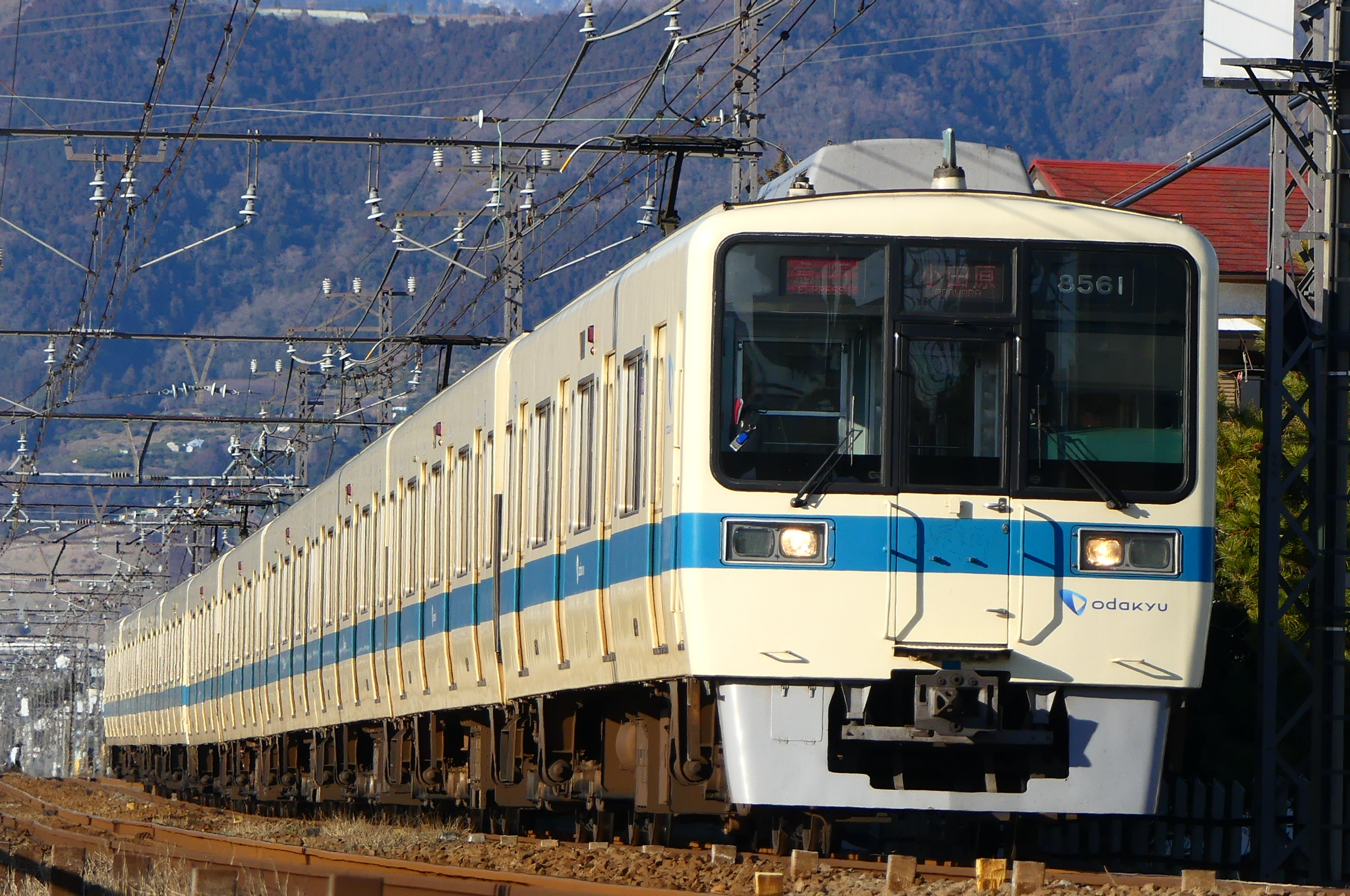
Serie 8000  - Serie 5000 (segunda generación)
  - Serie 4000 (segunda generación)
  - Serie 3000 (segunda generación)
  - Serie 1000
  - Serie 8000

## Estaciones
| Código | Nombre               | Correspondencia | Lugar      |
| ------ | -------------------- | --------------- | ---------- |
| OH28   | Sagami-Ōno           |                 | Sagamihara |
| OE01   | Higashi-Rinkan       |                 | Sagamihara |
| OE02   | Chūō-Rinkan          |                 | Yamato     |
| OE03   | Minami-Rinkan        |                 | Yamato     |
| OE04   | Tsuruma              |                 | Yamato     |
| OE05   | Yamato               |                 | Yamato     |
| OE06   | Sakuragaoka          |                 | Yamato     |
| OE07   | Kōza-Shibuya         |                 | Yamato     |
| OE08   | Chōgo                |                 | Fujisawa   |
| OE09   | Shōnandai            |                 | Fujisawa   |
| OE10   | Mutsuai-Nichidai-mae |                 | Fujisawa   |
| OE11   | Zengyō               |                 | Fujisawa   |
| OE12   | Fujisawa-Hommachi    |                 | Fujisawa   |
| OE13   | Fujisawa             |                 | Fujisawa   |
| OE14   | Hon-Kugenuma         |                 | Fujisawa   |
| OE15   | Kugenuma-Kaigan      |                 | Fujisawa   |
| OE16   | Katase-Enoshima      |                 | Fujisawa   |